# Panzerfaust 3
Panzerfaust 3 je bezzákluzová protitanková zbraň německých a švýcarských ozbrojených sil, vyráběná společností Dynamit Nobel Defence GmbH. Používají ji všechny typy pěchotních jednotek.

## Historie
Na počátku 70. let 20. století se v souvislosti s neustále postupujícím vývojem obrněné techniky objevily požadavky na novou ruční protitankovou zbraň pro pěchotu, která by nahradila do té doby zavedené a v Bundeswehru používané zbraně, jako byla lehká 44mm bazuka „Lanze“ a těžká 84mm bazuka „Carl Gustaf“. V rámci koncepčních úvah byl v taktických požadavcích na obranné vybavení z 23. ledna 1973 stanoven následující profil požadavků:
- jednorázová zbraň
- účinná proti všem známým typům tanků
- bezpečná a jednoduchá manipulace
- nízké nároky na školení
- střelba z úkrytu možná, z uzavřených prostor s malou hloubkou žádoucí

V roce 1978 dostala tehdejší společnost Dynamit-Nobel AG objednávku na vývoj, v roce 1986 začaly první zkoušky a v roce 1992 byl Panzerfaust 3 konečně oficiálně představen.

## Struktura a způsob účinku
Panzerfaust 3 se skládá z opakovaně použitelné rukojeti a náboje. Nábojnice se dělí na odpalovací trubici a střelu. Hlava střely se nachází mimo hlaveň, což umožňuje zvolit rozměry hlavy nezávisle na ráži odpalovací trubice. Skládá se ze dvou částí – oddělovací trubice a aktivní náplně. Proti obrněným cílům, jako jsou například tanky, se prodlouží oddělovací trubka. Proti měkkým cílům, jako jsou nákladní automobily a budovy, zůstává zatlačen. Rukojeť je vybavena zaměřovačem a odpalovačem.
Díky novému typu izolace lze Panzerfaust 3 používat i v interiéru. Bezpečnostní dosah je 10 m, i když pro účely výcviku Bundeswehru je větší. Tlumič se skládá z plastových kuliček a při výstřelu je vymrštěn dozadu. Vyhazování také snižuje zpětný ráz, účinek je podobný jako u bezzákluzové zbraně. Oproti původní definici jako zbraně na jedno použití byla tato koncepce v prvních letech používání Bundeswehrem opuštěna. Po odpálení se tedy odpalovací zařízení vyjme z odpalovací trubice a může se znovu použít spolu s novou nábojnicí.
Standardní verze Panzerfaustu 3 není schopna nočního boje, a proto je odkázána na osvětlení bojiště. K připevnění zesilovače zbytkového světla s nástavcem pro noční vidění 80 však lze použít montážní desku.

## Technické údaje
- Ráže kulové hlavy: 110 mm
- Odpalovací trubka kalibru: 60 mm
- Hmotnost: 12,9 kg (Pzf 3), 13,3 kg (Pzf 3-T, Bunkerfaust), 15,1 kg (Pzf 3-IT-600) – všechny údaje s rukojetí
- Bojový dosah: 300 m proti pohyblivým cílům, 400 m proti stacionárním cílům
- Míra průniku: liší se podle verze
  - 165 m/s (Pzf 3)
  - 248 m/s (po zrychlení střely)

## Uživatelé

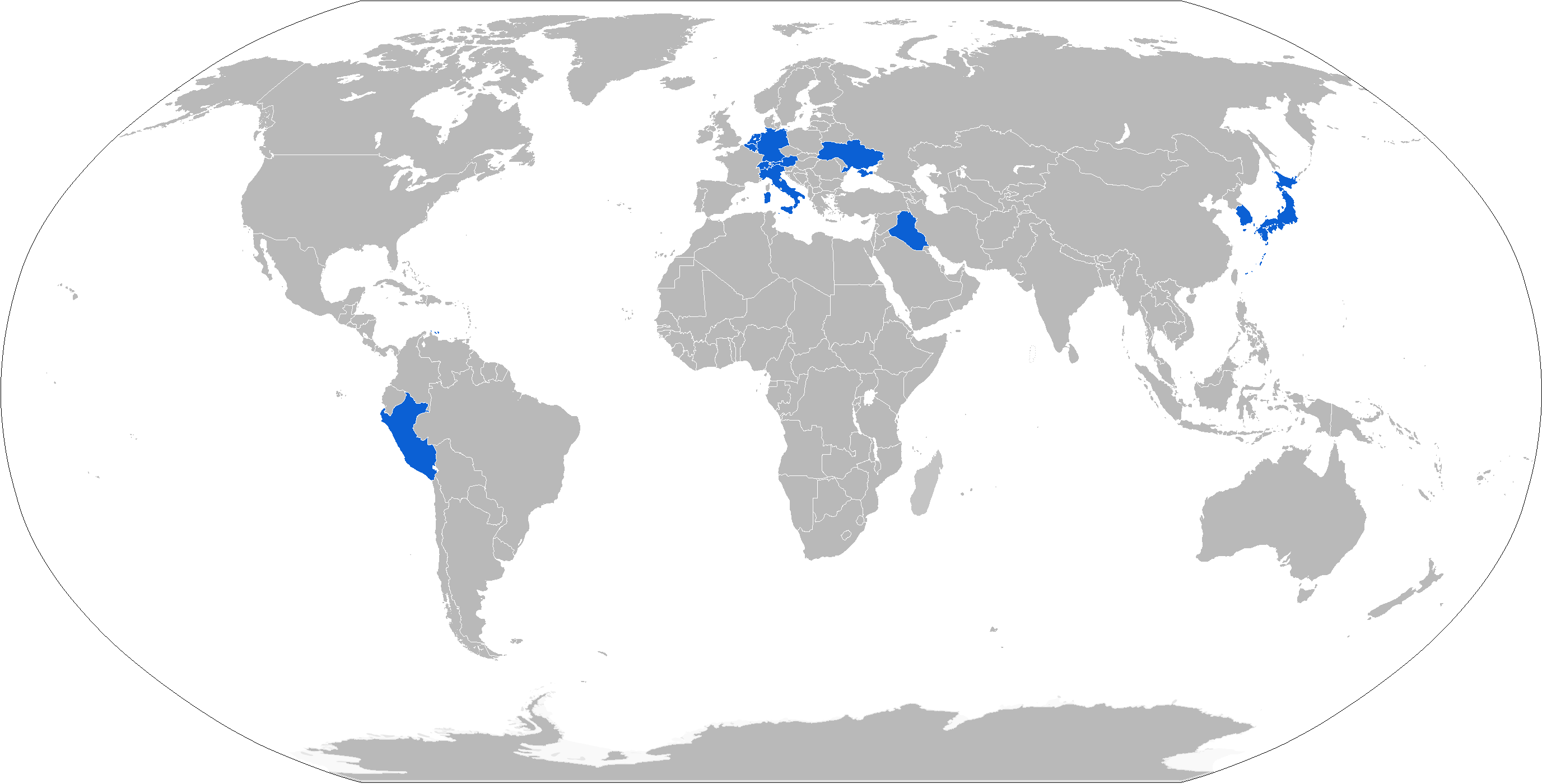
Přehled uživatelů

Kromě Německa a Švýcarska používají Panzerfaust 3 také Nizozemsko, Japonsko, Itálie, Peru, Ukrajina, Jižní Korea, Rakousko, Belgie, Irák a Irácký Kurdistán. Přesné označení munice v Německu je uvedeno v seznamu munice Bundeswehru. V rámci podpory výcviku Bundeswehru v Iráku obdrželi Panzerfaust 3 také kurdští pešmergové v Iráku. Po ruské invazi na Ukrajinu v roce 2022 Německo povolilo Nizozemsku vývoz této zbraně na Ukrajinu. 